# Daniela Kuffelová
Daniela Kuffelová (* 12. listopadu 1965 Trnava, Československo) je slovenská herečka, členka Divadla Andreje Bagara v Nitře od roku 1988.
Patří mezi výrazné a univerzální divadelní a dabingové herečky na Slovensku. Po skončení hudebně-dramatického oboru na Brněnské konzervatoři v roce 1985 se jejím prvním profesionálním divadelním působištěm stalo město Martin. Zde během tří vydařených sezón vytvořila v Divadle Slovenského národního povstání zhruba dvacítku postav. V roce 1988 mohla začít hrát i v divadle v Nitře.
Herečkou Nitranského Divadla Andreje Bagara je do dnešní doby. Jak sama uvedla v jednom rozhovoru nejlépe se cítí, když hraje v komediích.[zdroj?]
Dabingu se Daniela Kuffelová naplno věnuje druhé desetiletí. Jejím prvním seriálem byla Anna ze Zeleného domu. Sama Kuffelová získala ocenění Zlatá smyčka za dabing v seriálu Křehké vztahy.

## Výběr z divadelních rolí
- Zina Koťajevová (Zinuľa, Divadlo SNP, 1986)
- Adina (Dotyky a spojenia, Divadlo SNP, 1988)
- Zamilovaná (Autobus, 1988, DAB, 1988)
- Nicole (Len nijakú paniku, DAB, 1989)
- Matka Ubu (Král Ubu, DAB, 1990)
- Slečna Forsythová (Smrť obchodného cestujúceho, DAB, 1991)
- Marie Terezie (Pacho sa vracia, DAB, 1995)
- Puk (Sen noci..., DAB, 1995)
- Madam Glanzová (Povraz s jedným koncom, DAB, 1996)
- Chveska (Slečinka, DAB, 1997)
- Mary Brownová (1+1=3, DAB, 1998)
- Esmeralda (Esmeralda, DAB, 1999)
- Cajtla (Fidlikant na streche, DAB 1998, NS 2007)
- Vedma Ariana (Šípková Ruženka, DAB, 2000)
- Csoborová (Báthoryčka, DAB, 2000)
- Agnes (Hra snov, DAB, 2000)
- Gertruda (Hamlet, DAB, 2001)
- Vdova (Grék Zorba, DAB, 2001)
- Maggy Soldignacová („...a ešte som aj smoliar!“, DAB, 2002)
- Máša (Tri sestry, DAB, 2003)
- Krčmářka Judita (Adam Šangala, DAB, 2003)
- Slečna Fritzie Kost (Kabaret, DAB, 2004)
- Tora Tejeová (Obrázkari, DAB, 2005)
- Virgínie (Agáta hľadá prácu, DAB, 2006)
- Marianne Scullyová (Portia Coughlanová, DAB, 2007).
- Matka (Matka,DAB, 2007)
- Katarína (Piargy,DAB,2007)

## TV seriály
- 2007 - 2008: Ordinace v růžové zahradě (Němcová)
- 2009: V mene zákona
- 2011: Aféry